# メドウランズ駅
メドウランド駅（Meadowlands StationまたはMeadowlands Sports Complex Station）は、ニュージャージー州バーゲン郡メドウランドにあるニュージャージー・トランジットの駅。
ニュージャージー・トランジットのパスカック・バレー線のメドウランズ支線の駅である。
この駅からニュージャージー州ホーボーケン駅までを結んでいる。
メドウランド駅は、メドウランズ・スポーツ・コンプレックスへのアクセスのために2009年に造られた新駅。
メドウランズ・スポーツ・コンプレックスには、メットライフ・スタジアムほか5つのプロスポーツチームがホームとしたスタジアム群がある。

## 隣の駅
ニュージャージー・トランジット
パスカック・バレー線メドウランズ支線
メドウランズ駅 - セカーカス・ジャンクション駅（ホーボーケン駅方面）

## 近隣の施設
- メドウランズ・レーストラック
- メットライフ・スタジアム
- アメリカンドリーム・メドウランズ